# Ehsan Laszgari
Ehsan Laszgari, pers. احسان لشگرى (ur. 30 sierpnia 1985 w Kazwinie) – irański zapaśnik.
W 2012 roku w Londynie zdobył brązowy medal na letnich igrzyskach olimpijskich w kategorii 84 kg w stylu wolnym.
Brązowy medalista mistrzostw świata w Budapeszcie w 2013. Czterokrotny mistrz Azji (2009, 2010, 2012, 2016). Pierwszy w Pucharze Świata w 2014; czwarty w 2010; piąty w 2013; siódmy w 2012 roku.